# Goffredo Petrassi
Goffredo Petrassi (Zagarolo, 16 de julio de 1904-Roma, 3 de marzo de 2003) fue un compositor y pedagogo italiano.

## La vida
De la natal Zagarolo se trasladó de joven a Roma, donde fue niño cantor en la Schola di San Salvatore in Lauro. A los 15 años, para contribuir al sostén de la familia, se empleó en un negocio de artículos musicales, y fue esto lo que hizo nacer su gran pasión por la música. Se matriculó en el Conservatorio Santa Cecilia de Roma, donde se diplomó en órgano y composición musical bajo la dirección de Fernando Germani y Alessandro Bustini.
En el año 1934 Alfredo Casella dirige su obra Partita en el Festival de la Sociedad Internacional de Música Contemporánea de Ámsterdam. Al año siguiente, obtuvo el primer premio en el «Festival de musique contemporaine du Syndicat national musiciens»: fue el inicio de la carrera internacional como compositor de Petrassi. En el año 1937 obtiene el puesto de Superintendente del Teatro La Fenice de Venecia, un puesto que desempeñó durante tres años. En 1939 obtuvo la Cátedra de Composición en el Conservatorio de Santa Cecilia en Roma; en el año 1960, Petrassi dejó este cargo para asumir la cátedra de perfeccionamiento en composición en la Accademia nazionale di Santa Cecilia, que tendrá hasta finales de 1978 (fue Petrassi elegido para designar un sucesor en la cátedra, que fue Franco Donatoni).

Durante su larga labor como enseñante, Petrassi tuvo numerosos alumnos de composición, entre ellos:
- Aldo Clementi
- Wolfango Dalla Vecchia
- Robert W. Mann
- Peter Maxwell Davies
- Ennio Morricone
- Marcello Panni
- Boris Porena
- Fausto Razzi
- Ivan Vandor
- Jesús Villa Rojo.
- Alejandro Yagüe Llorente.

Durante su vida obtuvo numerosos reconocimientos internacionales: fue nombrado miembro de la Akademie der Künste (de Berlín),
de la Académie Royale de Belgique,
de la American Academy and Institute of Arts and Letters (de Nueva York),
de la American Academy of Arts and Sciences (de Boston),
de la Bayerische Akademie (de Múnich) y
de la Academia Nacional de Bellas Artes (de Buenos Aires).
Le fueron conferidas otras distinciones, como el doctorado honoris causa de la Universidad de Bolonia y de la Universidad de Roma "La Sapienza",
el Premio de Composición Musical Príncipe Pierre de Mónaco en 1985 en Montecarlo y
el Premio Internazionale "Antonio Feltrinelli" de la Accademia Nazionale dei Lincei.
Fue también un gran entendido en artes visuales, y coleccionista de obras de arte del Novecento.
Goffredo Petrassi falleció el 3 de marzo de 2003, en su casa romana, a los 98 años de edad.

## La música
La obra juvenil de Petrassi nació bajo el signo de un neoclasicismo que recuerda a autores como Ígor Stravinsky, Béla Bartók y Paul Hindemith, sin desdeñar a autores más próximos como Gian Francesco Malipiero y Alfredo Casella. A mediados de los años treinta, inicia la fase del considerado barocco romano con obras como el Salmo lX, Magnificat y Quattro inni sacri donde son claramente encontrables las reflexiones del autor sobre el arte de la Contrarreforma romana, el barroco de los siglos XVI y XVII.
En las obras que siguen a Coro di morti —compuesto al inicio de la guerra con textos de Giacomo Leopardi— y Dialogue de Federico Ruysch, la actitud de Petrassi se hace más libre y autónoma, distanciándose de la estética neoclásica y acercándose al expresionismo y la atonalidad, y así evitar ser englobado en cualquier corriente y sufrir las inevitables limitaciones de la portata compositiva; Petrassi se encamina en una vía esencialmente libre y autónoma, que lo llevará a notables resultados en una suerte de abstracción sonora atonal, donde la misma dodecafonia (al que el autor no se adherirá más que en sentido programático) viene considerada como uno de tantos posibles medios expresivos útiles para explicar el propio universo sonoro.
Este camino está bien explicado en la serie de los ocho Concerti per orchestra, un ciclo compuesto durante casi cuarenta años, de 1934 a 1972, en el que se observa el cambio gradual desde las iniciales influencias caselliana y stravinskiana —el musicólogo Massimo Mila encontró incluso paralelismos con la arquitectura squadrata de Marcello Piacentini— hasta un lenguaje experimental mucho más avanzado.
Su curiosidad intelectual lo acerca hacia el teatro musical: compuso la ópera Il Cordovano (con texto de Cervantes traducido por Eugenio Montale) y Morte dell'aria, breve acto único con libretto del amigo pintor Toti Scialoja, y los ballets La follia d'Orlando y Ritratto di Don Chisciotte, nati gracias a la colaboración con el coreógrafo Aurel Millos, que en seguida creó varias coreografías con otras músicas petrassianas, originariamente destinadas a la interpretación concertística (Estri y Ottavo concerto per orchestra).
Petrassi también se dedica a la música de cine, no obstante a veces el expresaba muchas reservas sobre este género de música, y habiendo siempre admitido haberse dedicado a ella por motivos principalmente prácticos. Compuso la banda sonora de las siguientes películas:
- Riso amaro y Non c'è pace tra gli ulivi, de Giuseppe De Santis.
- Cronaca familiare, de Valerio Zurlini.
- La pattuglia sperduta, de Piero Nelli.

## Catálogo de obras
| Año     | Obra | Tipo de obra               | Duración |
| ------- | --- | -------------------------- | -------- |
| 1926    | Partita, para piano.                                                                                                | Música solista (piano)     | 08:00    |
| 1926    | Écloga, para piano.                                                                                                 | Música solista (piano)     | 10:00    |
| 1926    | Salvezza, para voz y piano.                                                                                         | Música vocal (piano)       | 02:00    |
| 1927    | Due liriche su temi della campagna romana (Canto della culla, La fuga di Erminia), para violín y piano.             | Música de cámara           | 10:00    |
| 1927    | La morte del cardellino, para voz y piano (texto de Guido Gozzano).                                                 | Música vocal (piano)       | 03:00    |
| 1927    | Per organo di Barberia, para voz y piano (texto de Sergio Corazzini).                                               | Música vocal (piano)       | 03:00    |
| 1927    | Sonata in tre brevi movimenti continui, para violoncello y piano.                                                   | Música de cámara           | 12:00    |
| 1927    | Canti della campagna romana, para voz y piano.                                                                      | Música vocal (piano)       | -        |
| 1929    | Preludio e fuga, para orquesta de cuerdas.                                                                          | Música orquestal           | 10:00    |
| 1929    | Pioggia Dai Peschi, para voz y piano (texto de Mario Saint-Cyr).                                                    | Música vocal (piano)       | 03:00    |
| 1929    | Campane, para voz y piano (texto de Valfrido Breccia).                                                              | Música vocal (piano)       | 03:00    |
| 1929    | Tre Liriche Antiche Italiane, para voz y piano.                                                                     | Música vocal (piano)       | 08:00    |
| 1929    | Sinfonia, siciliana e fuga para cuarteto de cuerda.                                                                 | Música de cámara           | 15:00    |
| 1930    | Divertimento in do maggiore, para orquesta.                                                                         | Música orquestal           | 20:00    |
| 1930    | Siciliana e marcetta, para piano a cuatro manos.                                                                    | Música solista (2 pianos)  | 03:00    |
| 1930    | Música de escena para 'Carmen 1930' (partitura destruida).                                                          | Música de escena           | -        |
| 1930    | Sarabanda, para flauta y piano.                                                                                     | Música de cámara           | 05:00    |
| 1931    | Ouverture da concerto, para orquesta.                                                                               | Música orquestal           | 09:00    |
| 1931    | Passacaglia, para orquesta.                                                                                         | Música orquestal           | 08:00    |
| 1931    | Colori del tempo, para voz y piano [Autunno. Un mattino] (texto de Vincenzo Cardarelli).                            | Música vocal (piano)       | 06:00    |
| 1932    | Tre cori, para coro y orquesta.                                                                                     | Música coral (orquesta)    | 16:00    |
| 1932    | Partita, para orquesta.                                                                                             | Música orquestal           | 17:00    |
| 1933    | Introduzione e allegro, para violín y piano.                                                                        | Música de cámara           | 07:00    |
| 1933    | Toccata, para piano.                                                                                                | Música solista (piano)     | 07:00    |
| 1933    | Preludio, aria e finale, para violoncello y piano.                                                                  | Música de cámara           | 12:00    |
| 1933    | Primo concerto, para orquesta.                                                                                      | Música orquestal           | 33:00    |
| 1934    | Vocalizzo per addormentare una bambina, para voz y piano.                                                           | Música vocal (piano)       | 04:00    |
| 1934    | Benedizione dalla Genesi, para voz y piano.                                                                         | Música vocal (piano)       | 05:00    |
| 1934    | O sonni sonni ninna nanna popolare, para voz y piano.                                                               | Música vocal (piano)       | 03:00    |
| 1934    | Salmo IX, para coro y orquesta.                                                                                     | Música coral (orquesta)    | 35:00    |
| 1936    | Lasciatemi morire (Lamento d’Arianna), para voz y piano.                                                            | Música vocal (piano)       | 04:00    |
| 1936-39 | Concerto per pianoforte e orchestra.                                                                                | Música orquestal           | 25:00    |
| 1939    | Magnificat, para soprano ligera, coro mixto y orquesta.                                                             | Música coral (orquesta)    | 35:00    |
| 1940-41 | Coro di morti para coro y grupo instrumental (texto de Giacomo Leopardi).                                           | Música coral (instrumento) | 17:00    |
| 1941    | Due liriche di Saffo, para voz y piano (traducción de Salvatore Quasimodo) (en 1944, versión para 11 instrumentos). | Música vocal (piano)       | 05:00    |
| 1941    | Piccola invenzione, para piano.                                                                                     | Música solista (piano)     | 35:00    |
| 1942    | Quattro inni sacri, para tenor, barítono y órgano (o orquesta).                                                     | Música vocal (orquesta)    | 19:40    |
| 1942    | Divertimento scarlattiano, para piano.                                                                              | Música solista (piano)     | 50:00    |
| 1942-43 | La follia di Orlando ballet en tres cuadros con recitativo de barítono (texto de Ludovico Ariosto).                 | Ballet                     | 55:00    |
| 1943    | La follia di Orlando. Suite sinfónica.                                                                              | Música orquestal           | 20:00    |
| 1944    | Invenzioni, para piano.                                                                                             | Música solista (piano)     | 20:00    |
| 1944    | Tre liriche, para barítono y piano (textos de Leopardi, Foscolo y Montale).                                         | Música vocal (piano).      | 11:30    |
| 1944    | Miracolo, para barítono y piano.                                                                                    | Música vocal (piano)       | 03:00    |
| 1944    | Invenzione, para dos flautas.                                                                                       | Música de cámara           | 04:00    |
| 1944    | Fanfara, para tres trompetas.                                                                                       | Música de cámara           | 06:00    |
| 1944-48 | Il cordovano, ópera in un acto de Miguel de Cervantes (traducción de Eugenio Montale).                              | Ópera                      | 50:00    |
| 1945    | Ritratto di Don Chisciotte ballet en un acto.                                                                       | Ballet                     | 22:00    |
| 1947    | Música de escena para Gli Ucelli di Aristofane, para coro y 12 instrumentos - obra teatral.                         | Música de escena           |          |
| 1948    | Sonata da camera para clavicémbalo y 10 instrumentos.                                                               | Música de cámara           | 14:00    |
| 1948    | Música para el documental "La creazione del mondo".                                                                 | Música de película         |          |
| 1948    | Música para el documental "Lezione di geometria".                                                                   | Música de película         |          |
| 1948    | Dialogo angelico, para dos flautas.                                                                                 | Música de cámara           | 04:30    |
| 1949    | Música para la película "Riso Amaro".                                                                               | Música de película         |          |
| 1949-50 | Morte dell’aria, ópera en un acto (texto de Toti Scialoja).                                                         | Ópera                      | 30:00    |
| 1950    | Música para la película "Non c'e' pace fra gli ulivi".                                                              | Música de película         |          |
| 1950    | Petite pièce, para piano.                                                                                           | Música solista (piano)     | 32:00    |
| 1950    | Noche oscura cantata para coro mixto y orquesta (texto de San Juan de la Cruz).                                     | Música coral (orquesta)    | 22:00    |
| 1951    | Secondo concerto, para orquesta.                                                                                    | Música orquestal           | 17:00    |
| 1952    | Cinque duetti per dos violoncellos.                                                                                 | Música de cámara           | 18:30    |
| 1952    | Nonsense, para coro a capella (texto de Edward Lear).                                                               | Música coral (capella)     | 07:00    |
| 1952    | Gloria in excelsis Deo para soprano, flauta y órgano.                                                               | Música vocal (instrumento) | 05:00    |
| 1952-53 | Recréation concertante (Terzo Concerto), para orquesta.                                                             | Música orquestal)          | 18:00    |
| 1953    | Música para la película "Pattuglia sperduta".                                                                       | Música de película         |          |
| 1954    | Música de escena para "Prometeo" de Esquilo, para coro y orquesta.                                                  | Música de escena           |          |
| 1954    | Música para la película "Cartouche".                                                                                | Música de película         |          |
| 1954    | Música de escena para "Lorenzaccio" de De Musset.                                                                   | Música de escena           |          |
| 1954    | Quarto concerto, para orquesta de cuerdas.                                                                          | Música orquestal           | 25:00    |
| 1955    | Quinto concerto, para orquesta.                                                                                     | Música orquestal           | 27:00    |
| 1956-57 | Invenzione concertata (Sesto concerto), para orquesta.                                                              | Música orquestal           | 14:00    |
| 1958    | Quartetto para orquesta de cuerda.                                                                                  | Música de cámara           | 24:00    |
| 1958    | Saluto augurale, para orquesta.                                                                                     | Música orquestal           | 45:00    |
| 1958    | Serenata, para cinco instrumentos.                                                                                  | Música de cámara           | 14:00    |
| 1959    | Trio, para violín, viola y violoncello.                                                                             | Música de cámara           | 16:00    |
| 1959    | Suoni notturni, para guitarra.                                                                                      | Música solista (guitarra)  | 09:00    |
| 1960    | Concerto per flauto e orchestra.                                                                                    | Música orquestal           | 16:00    |
| 1960    | Propos d’Alain, para baritono y 12 instrumentos (texto de Alain).                                                   | Música vocal (instrumento) | 16:00    |
| 1961-62 | Prologo e cinque invenzioni, para orquesta.                                                                         | Música orquestal           | 18:00    |
| 1962    | Música para la película "Cronaca familiare".                                                                        | Música de película         |          |
| 1962    | Seconda serenata - trio, para arpa, guitarra y mandolina.                                                           | Música de cámara           | 13:30    |
| 1963    | Musica di ottoni, per metales y timbales.                                                                           | Música de cámara           | 04:00    |
| 1964    | Música para el documental "La porta di San Pietro di Manzú'".                                                       | Música de película         |          |
| 1964    | Settimo concerto per orchestra.                                                                                     | Música orquestal           | 20:00    |
| 1964    | Tre per sette, para tres ejecutantes.                                                                               | Música de cámara           | 10:30    |
| 1964    | Sesto nonsense, para coro mixto a capella (texto de Edward Lear).                                                   | Música coral (capella)     | 04:00    |
| 1965    | Mottetti per la passione, para coro a capella.                                                                      | Música coral (capella)     | 14:20    |
| 1965    | Música para la película "La Bibbia".                                                                                | Música de película         |          |
| 1967    | Estri, para 15 ejecutantes.                                                                                         | Música de cámara           | 15:00    |
| 1968    | Beatitudines testimonianza per Martin Luther King, para barítono o bajo y cinco instrumentos.                       | Música vocal (instrumento) | 12:00    |
| 1968    | Ottetto di ottoni para 4 trompetas y 4 trombones                                                                    | Música de cámara           | 12:00    |
| 1969    | Souffle para flauta en do, flauta en sol y piccolo.                                                                 | Música de cámara           | 12:00    |
| 1971    | Elogio per un’ombra, para violín.                                                                                   | Música solista (violín)    | 13:00    |
| 1971    | Nunc, para guitarra.                                                                                                | Música solista (guitarra)  | 06:30    |
| 1972    | Ala, para flauta, piccolo y clavicémbalo.                                                                           | Música de cámara           | 13:40    |
| 1970-72 | Ottavo concerto per orchestra.                                                                                      | Música orquestal           | 22:00    |
| 1975    | Orationes Christi, para coro mixto, metales, violas y violoncellos.                                                 | Música coral (instrumento) | 26:00    |
| 1973-75 | Odi, para cuarteto de cuerdas.                                                                                      | Música de cámara           | 20:00    |
| 1976    | Fanfare, para tres trompetas en do.                                                                                 | Música de cámara           | 10:00    |
| 1941-76 | Oh les beaux jours!. Bagatelle - Le petit chat [Mirò], para piano.                                                  | Música solista (violín)    | 06:20    |
| 1977    | Alias, para guitarra y clavicémbalo.                                                                                | Música de cámara           | 11:00    |
| 1977-78 | Grand Septuor avec clarinette concertante, para siete ejecutantes.                                                  | Música de cámara           | 15:00    |
| 1978    | Violasola para viola.                                                                                               | Música solista (viola)     | 12:00    |
| 1980    | Flou, para arpa. | Música solista (arpa)      | 09:00    |
| 1980    | Romanzetta, para flauta y piano.                                                                                    | Música de cámara           | 10:00    |
| 1977-80 | Poema, para orquesta de cuerda y cuatro trompetas.                                                                  | Música orquestal           | 20:00    |
| 1980-83 | Tre cori sacri, para coro a capella.                                                                                | Música coral (capella)     | 10:00    |
| 1981-82 | Sestina d’autunno “Veni creator Igor”, para seis ejecutantes.                                                       | Música de cámara           | 13:00    |
| 1982    | Laudes creaturarum, para recitador y 6 ejecutantes.                                                                 | Música de cámara           | 13:00    |
| 1983    | Frammenti, para orquesta.                                                                                           | Música orquestal           | 06:30    |
| 1984    | Inno, per 12 instrumentos de metal.                                                                                 | Música de cámara           | 07:00    |
| 1986    | Kyrie, para coro y cuerda.                                                                                          | Música coral (instrumento) | 06:00    |